# Gare de Guérande
Gare de Guérande vasútállomás Franciaországban, Guérande településen.

## Vasútvonalak
Az állomást az alábbi vasútvonalak érintik:

## Kapcsolódó állomások
A vasútállomáshoz az alábbi állomások vannak a legközelebb: